# Route voïvodale 434 (Pologne)
Pour les articles homonymes, voir Route 434.
La Route voïvodale 434 (DW434) – Route voïvodale (pl) de classe GP (pl) dans la partie centrale de la voïvodie de Grande-Pologne, d'une longueur d'environ 100km. La route traverse 4 powiats : Poznań (gminas : Kleszczewo, Kórnik), Śrem (gminas : Śrem, Dolsk), Gostyń (gminas : Gostyń, Krobia), Rawicz (gminas : Miejska Górka, Rawicz) et traverse les villes : Kórnik, Śrem, Dolsk, Gostyń et Krobia .

## Kilométrage et historique
Le 5 octobre 2007 a lieu la cérémonie d'ouverture de la première partie du contournement de la ville de Śrem et du village de Zbrudzewo. Le 16 février 2016, l'itinéraire perd la catégorie de route voïvodale sur le tronçon Łubowo-Kostrzyn-Kleszczewo, qui devient une route powiatale (pl), car sur ce fragment, elle chevauche l'autoroute S5. Le 1er avril 2019, la construction du contournement de Gostyń commence (au moment de la construction, il s'agit du plus gros investissement routier du gouvernement local de la voïvodie de Grande-Pologne).

### Historique de la numérotation
Au fil des années, l'itinéraire a connu différents balisages et catégories :
| Numéro | Numéro   | Catégorie                                                               | Tronçon                                                                        | Années de validité                                               | Source | Commentaires |
| ------ | -------- | ----------------------------------------------------------------------- | ------------------------------------------------------------------------------ | ---------------------------------------------------------------- | --- | --- |
| 48     | E83 (pl) | • route nationale • route internationale                                | Łubowo – Iwno – Kostrzyn                                                       | • nationale: 1952 - fin 1970. • internationale: 1962 - fin 1970. | - Mapa samochodowa Polski 1:1 000 , Państwowe Przedsiębiorstwo Wydawnictw Kartograficznych, Warszawa, 1962 - Atlas samochodowy Polski 1:500 000, Warszawa, IV, 1965, p. 69 - Państwowe Przedsiębiorstwo Wydawnictw Kartograficznych, Mapa samochodowa Polski 1:1 000 , Warszawa, 1971 | |
| ?      | ?        | • route secondaire (jusqu'en 1985) • route nationale (à partir de 1985) | Kostrzyn – Kleszczewo – Kórnik – Śrem – Dolsk – Gostyń – Krobia – Sarnowa (pl) | 1952 – 1986                                                      | - Atlas samochodowy Polski 1:500 000, Varsovie, IV, 1965, p. 69, 93 - Państwowe Przedsiębiorstwo Wydawnictw Kartograficznych, Mapa samochodowa Polski 1:1 000 , Warszawa, 1971 - Państwowe Przedsiębiorstwo Wydawnictw Kartograficznych, Mapa samochodowa Polski 1:1 000 , Warszawa - Samochodowy atlas Polski 1:500 000, Warszawa, V, 1979 (ISBN 83-7000-017-7), p. 70, 94 | • numérotation inconnue • dans l'atlas automobile de 1965, la section Kostrzyn - Kleszczewo est manquante • catégorie basée sur le matériel source |
| 258    | 258      | • route nationale: 1985 – 1998 • route voïvodale (pl): 1999 – 2000      | Iwno – Łubowo                                                                  | 14 II 1986 – 2000                                                | - Uchwała nr 192 Rady Ministrów z dnia 2 grudnia 1985 r. w sprawie zaliczenia dróg do kategorii dróg krajowych - Polska: atlas samochodowy 1:300 000, Warszawa, pierwsze, 1992 (ISBN 83-7000-080-0) - Wydawnictwo Kartograficzne KOMPAS, Polska: mapa samochodowa 1:700 000, t. 1, Szczecin, 1996-1997 (ISBN 83-904373-2-5) - Wydawnictwo Kartograficzne KOMPAS, Polska: mapa samochodowa 1:700 000, Szczecin, 1997-1998 (ISBN 83-904373-3-3), « II Zmienione i poprawione » - Rozporządzenie Rady Ministrów z dnia 15 grudnia 1998 r. w sprawie ustalenia wykazu dróg krajowych i wojewódzkich - Wydawnictwo Kartograficzne KOMPAS, Polska: mapa samochodowa z podziałem administracyjnym 1:700 000, Szczecin, 1999-2000 (ISBN 83-904373-7-6), « V Zmienione, poprawione i uaktualnione » | trafic lourd autorisé - charge par essieu autorisée jusqu'à 10 tonnes                                                                              |
| 2 434  | E30      | • route nationale • route internationale                                | Iwno – Kostrzyn                                                                | 2: 14 II 1986 – 2005                                             | - Uchwała nr 192 Rady Ministrów z dnia 2 grudnia 1985 r. w sprawie zaliczenia dróg do kategorii dróg krajowych - Polska: atlas samochodowy 1:300 000, Warszawa, pierwsze, 1992 (ISBN 83-7000-080-0) - Wydawnictwo Kartograficzne KOMPAS, Polska: mapa samochodowa 1:700 000, t. 1, Szczecin, 1996-1997 (ISBN 83-904373-2-5) - Wydawnictwo Kartograficzne KOMPAS, Polska: mapa samochodowa 1:700 000, Szczecin, 1997-1998 (ISBN 83-904373-3-3), « II Zmienione i poprawione » - Rozporządzenie Rady Ministrów z dnia 15 grudnia 1998 r. w sprawie ustalenia wykazu dróg krajowych i wojewódzkich - Wydawnictwo Kartograficzne KOMPAS, Polska: mapa samochodowa z podziałem administracyjnym 1:700 000, Szczecin, 1999-2000 (ISBN 83-904373-7-6), « V Zmienione, poprawione i uaktualnione » | tronçon commun des routes 2 et 434 |
| 92     | 434      | route nationale                                                         | Iwno – Kostrzyn                                                                | 2005 – 2016                                                      | - Wydawnictwo Kartograficzne KOMPAS, Polska: mapa samochodowa z podziałem administracyjnym 1:700 000, Szczecin, 2005-2006 (ISBN 83-904373-7-6), « XIV Zmienione, poprawione i uaktualnione » - Dom Wydawniczy PWN, Polska 2016: mapa samochodowa 1:700 000, 2016 (ISBN 978-83-7705-942-5), « XXVII » | section commune |
| 434    | 434      | route voïvodale                                                         | Łubowo – Iwno                                                                  | 2000 – 2016                                                      | - Wydawnictwo Kartograficzne KOMPAS, Polska: mapa samochodowa z podziałem administracyjnym 1:700 000, Szczecin, 2005-2006 (ISBN 83-904373-7-6), « XIV Zmienione, poprawione i uaktualnione » - Dom Wydawniczy PWN, Polska 2016: mapa samochodowa 1:700 000, 2016 (ISBN 978-83-7705-942-5), « XXVII » | en 2016, le tronçon perd sa catégorie en raison du dédoublement par la voie rapide S5                                                              |
| 434    | 434      | route voïvodale                                                         | Kostrzyn – Kleszczewo                                                          | 1999 – 2016                                                      | - Wydawnictwo Kartograficzne KOMPAS, Polska: mapa samochodowa z podziałem administracyjnym 1:700 000, Szczecin, 2005-2006 (ISBN 83-904373-7-6), « XIV Zmienione, poprawione i uaktualnione » - Dom Wydawniczy PWN, Polska 2016: mapa samochodowa 1:700 000, 2016 (ISBN 978-83-7705-942-5), « XXVII » | en 2016, le tronçon perd sa catégorie en raison du dédoublement par la voie rapide S5                                                              |
| 434    | 434      | route voïvodale                                                         | Kórnik – Śrem – Dolsk – Gostyń – Krobia – Miejska Górka                        | od 1999                                                          | - Uchwała nr 192 Rady Ministrów z dnia 2 grudnia 1985 r. w sprawie zaliczenia dróg do kategorii dróg krajowych - Polska: atlas samochodowy 1:300 000, Warszawa, pierwsze, 1992 (ISBN 83-7000-080-0) - Wydawnictwo Kartograficzne KOMPAS, Polska: mapa samochodowa 1:700 000, Szczecin, 1996-1997 (ISBN 83-904373-2-5), « 1 » - Wydawnictwo Kartograficzne KOMPAS, Polska: mapa samochodowa 1:700 000, Szczecin, 1997-1998 (ISBN 83-904373-3-3), « II Zmienione i poprawione » - Rozporządzenie Rady Ministrów z dnia 15 grudnia 1998 r. w sprawie ustalenia wykazu dróg krajowych i wojewódzkich - Wydawnictwo Kartograficzne KOMPAS, Polska: mapa samochodowa z podziałem administracyjnym 1:700 000, Szczecin, 1999-2000 (ISBN 83-904373-7-6), « V Zmienione, poprawione i uaktualnione » - Wydawnictwo Kartograficzne KOMPAS, Polska: mapa samochodowa z podziałem administracyjnym 1:700 000, Szczecin, 2005-2006 (ISBN 83-904373-7-6), « XIV Zmienione, poprawione i uaktualnione » - Dom Wydawniczy PWN, Polska 2016: mapa samochodowa 1:700 000, 2016 (ISBN 978-83-7705-942-5), « XXVII » - Grupa PWN (pl), Polska 2020/2021: mapa samochodowa 1:700 000, 2020 (ISBN 978-83-65808-36-3) | |

## Villes situées le long de la route DW434

### Powiat de Poznań
- Kleszczewo (siège de la gmina de Kleszczewo, le monument est une église en bois de 1760 )
- Nagradowice (gmina de Kleszczewo)
- Krzyżowniki (gmina de Kleszczewo)
- Śródka (gmina de Kleszczewo)
- Skrzynki (gmina de Kórnik)
- Dziećmierowo (gmina de Kornik)
- Kórnik (ville qui est le siège de la gmina de Kórnik, les monuments sont : un château avec un musée et une bibliothèque, et autour de lui un parc dendrologique et un arboretum, ainsi que des dépendances et l'église de Tous les Saints)
- Mościnica (gmina de Kornik)
- Bnin (pl) (gmina de Kórnik, ancienne ville, les monuments comprennent : la mairie, le provent et l'église Saint-Adalbert)
- Czmoń (gmina de Kornik)

### Powiat de Śrem

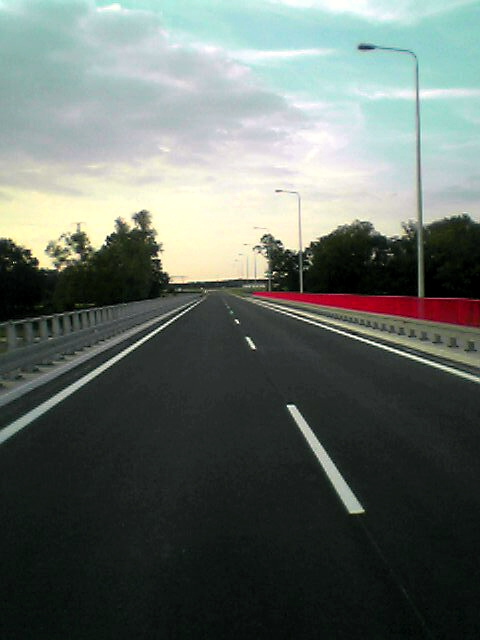
Pont sur le canal Ulga à Śrem

- Zdrukewo (gmina de Śrem, les monuments du village sont le manoir et l'ancien stand de tir)
- Śrem (ville qui est le siège du powiat de Śrem et de la gmina de Śrem, les monuments comprennent la place du marché, la mairie, l'église de la Bienheureuse Vierge Marie de l'Assomption, le presbytère de la rue Farna, le collège (actuellement l'école secondaire), le complexe post-franciscain, l'église Saint-Pierre. Ducha, château d'eau, immeubles d'habitation, bâtiment du lycée n°2, landratura, bâtiment du bureau de district, complexe du monastère des Clarisses)
- Borgowo (gmina de Śrem)
- Ostrowo (gmina de Śrem)
- Drzonek (gmina de Dolsk)

- Dolsk (ville qui est le siège de la gmina de Dolsk, les monuments de la ville sont : la place du marché, la mairie, l'église Saint-Michel-Archange, l'église Saint-Laurent, l'église du Saint-Esprit, la presbytère, le manoir et les dépendances)
- Księginki (gmina de Dolsk)
- Małachowo (gmina de Dolsk)

### Powiat de Gostyń
- Kunowo (gmina de Gostyń, les monuments du village comprennent les vestiges d'une colonie fortifiée et l'église Saint-André)
- Gostyń (ville qui est le siège du powiat de Gostyń et de la commune de Gostyń, les monuments de la ville sont : la mairie, l'église Sainte-Marguerite, l'église du Saint-Esprit, le siège du poviat et des autorités municipales, un lycée et un stand de tir)
- Krobia (ville qui est le siège de la gmina, les monuments sont : l'église Saint-Nicolas, l'église Saint-Gilles et la mairie)

### Powiat de Rawicz
- Zmysłowo (gmina de Miejska Górka)
- Rawicz (ville qui est le siège du powiat de Rawicz et de la gmina de Rawicz, les bâtiments de la vieille ville sont un monument : la mairie, les églises, les plantations)

## Charge par essieu admissible
À partir du 13 mars 2021, la circulation des véhicules avec une charge sur un seul essieu moteur allant jusqu'à 11,5 tonnes est autorisée sur la route, à l'exception des endroits marqués du panneau d'interdiction B-19.

### Jusqu'au 13 mars 2021
Les années précédentes, la route voïvodale n° 434 était soumise à des restrictions sur la charge admissible d'un seul essieu :
| Signe | Pression admissible | Années de validité | Épisode                                        |
| ----- | ------------------- | ------------------ | ---------------------------------------------- |
| [ 7 ] | jusqu'à 10 tonnes   | 2010 –2015         | - Lubowo – Kostrzyn - Kornik – Rawicz          |
| [ 7 ] | jusqu'à 10 tonnes   | 2015 –2021         | Kornik – Sarnowa (pl)                          |
| DW434 | jusqu'à 8 tonnes    | jusqu'en 2015      | Kostrzyn – Kleszczewo – Kornik                 |
| DW434 | jusqu'à 8 tonnes    | 2015-2016          | Lubowo – Iwno – Kostrzyn – Kleszczewo – Kórnik |
| DW434 | jusqu'à 8 tonnes    | 2016-2021          | Kleszczewo – Kornik                            |